# イヴ・メイヤー
イヴ・メイヤー（Eve Meyer、1928年12月13日 - 1977年3月27日）は、アメリカ合衆国のピンナップモデル・映画女優・映画プロデューサー。イヴ・メイヤーの仕事の多くは1952年4月2日から1969年まで結婚していたセクスプロイテーション映画監督のラス・メイヤーとの共同作業であった。

## 来歴
イヴ・メイヤーはジョージア州アトランタでイヴ・ターナーとして生まれ、1950年代にピンナップモデルとして評判となり、PLAYBOY誌1955年6月号のプレイメイトとなった。撮影は当時の夫でラスが担当している。ラスとの結婚後はしばしばラスの写真モデルを務めた。銀幕デビューは1955年の『画家とモデル』(Artists and Models) であった（クレジットはされず）。女優としては1959年の戦争ロマンス映画『オペレーション・デイムズ』(Operation Dames) や、ラスが監督した1961年のエクスプロイテーション映画『イヴ&ハンディマン』(Eve and the Handyman) に主演している。
イヴ・メイヤーは『ワイルド・パーティー』を含むラスの1960年代から70年代初めの映画作品に製作者（または共同製作・製作総指揮）として名を連ねている。イヴ・メイヤーは女性実業家として成功していたが、滑走路上で2機のボーイング747同士が衝突した1977年のテネリフェ空港ジャンボ機衝突事故で命を落とした。

## フィルモグラフィ

### 女優として
- 1959年：『オペレーション・デイムズ』(Operation Dames)
- 1961年：『イヴ&ハンディマン』(Eve and the Handyman)

### プロデューサーとして
- 1964年：『肉体の罠』(Lorna)
- 1965年：『欲情/マッド・ハニー』(Mudhoney)
- 1965年：『ファスター・プシィキャット!キル!キル!』(Faster, Pussycat! Kill! Kill!)
- 1965年：『モーター・サイコ』(Motorpsycho)
- 1966年：『モンド・トップレス』(Mondo Topless)
- 1967年：『カモンロー・キャビン』(Common Law Cabin)
- 1967年：『草むらの快楽』(Good Morning and... Goodbye!)
- 1968年：『真夜中の野獣』(Finders Keepers, Lovers Weepers!)
- 1968年：『女豹ビクセン』(Vixen!)
- 1970年：『チェリー、ハリー&ラクエル』(Cherry, Harry & Raquel!)
- 1970年：『ワイルド・パーティー』(Beyond the Valley of the Dolls)
- 1971年：『恍惚の7分間・ポルノ白書』(The Seven Minutes)
- 1971年：『The Jesus Trip』
- 1973年：『ブラック・スネイク』(Black Snake)